# Bythograeoidea
Bythograeoidea is een superfamilie van krabben en heeft als enige familie:

## Familie
- Bythograeidae (Williams, 1980)